# Anomala saleyeriana
Anomala saleyeriana är en skalbaggsart som beskrevs av Ohaus 1915. Anomala saleyeriana ingår i släktet Anomala och familjen Rutelidae. Inga underarter finns listade i Catalogue of Life.